# استقلاب حضري
إن الاستقلاب الحضري نموذج يسهل وصف وتحليل تدفقات المواد والطاقة ضمن المدن، كالمستخدم في تحليل تدفق المواد لمدينة ما؛ يزود الباحثين بإطار عمل مجازي لدراسة تفاعلات الأنظمة الطبيعية والإنسانية في مناطق محددة، وقد عدل العلماء منذ البداية معايير نموذج الاستقلاب الحضري وغيروها. قدم سي. كينيدي وزملاؤه الباحثين تعريفًا واضحًا في الورقة البحثية «الاستقلاب المتغير في المدن» عام 2007، قائلين إن الاستقلاب الحضري هو «المجموع الكلي للعملية التقنية والاقتصادية والاجتماعية التي تجري في المدن، وينتج عنها النمو وإنتاج الطاقة والتخلص من النفايات». ومع القلق المتزايد حول التغير المناخي وتدهور الغلاف الجوي، أصبح استخدام نموذج الاستقلاب الحيوي عنصرًا رئيسيًا في تحديد مستويات الاستدامة والصحة في المدن حول العالم والمحافظة عليها. يقدم الاستقلاب الحضري وجهة نظر موحدة أو كلية لتشمل كل الأنشطة في المدينة في نموذج واحد.

## التاريخ
نظرًا لجذورهما القديمة في علم الاجتماع، فقد يكون كارل ماركس وزميله الباحث فريدريك إنغلز أول من تحدث عن المخاوف بشأن بعض المسائل والتي قد ندعوها الآن الاستقلاب الحضري. ركز ماركس وإنغلز على التنظيم الاجتماعي لحصاد مواد الأرض عن طريق «تحليل العلاقات الديناميكية الداخلية بين البشر والطبيعة»، واستخدم ماركس مجاز «الاستقلاب» للإشارة إلى التفاعلات الاستقلابية الفعلية التي تحدث عن طريق بذل الإنسان لعمل جسدي لزراعة الأرض من أجل القوت والمأوى. وبالمختصر، وجد كارل وإنغلز أنه عندما يبذل الناس مثل هذا العمل الجسدي، فهم في النهاية غيروا في العمليات الفيزيائية الحيوية أيضًا؛ وهذا الاعتراف بتغيير المشهد الفيزيائي الحيوي هو حجر البداية لتكوين الاستقلاب الحضري ضمن الجغرافية الاجتماعية. وقد استخدموا الاستقلاب أيضًا لوصف تبادل المادة والطاقة بين الطبيعة والمجتمع كنقد للتحول الصناعي 1883 الذي خلق مجموعة من الحاجات الاجتماعية المعتمدة على بعضها والتي عمد إلى استخدامها عن طريق التنظيم الملموس للعمل البشري. يؤمن ماركس بأن الاستقلاب الحضري أصبح قوة بذاته (كالرأسمالية) وسوف يتحكم بالمجتمع مالم يستطع المجتمع التحكم به.

لاحقًا وكرد فعل على الثورة الصناعية واستخدام الفحم، قام السيد باتريك جيديس وهو عالم بيولوجي اسكتلندي بنقد بيئي للتمدن عام 1885، ما جعله العالم الأول الذي يحاول الوصف التجريبي للاستقلاب الاجتماعي على مستوى الاقتصاد الكلي. ومن خلال هذه الدراسة التجريبية للتمدن كوّن موازنة فيزيائية لإنتاجية الطاقة الحضرية والمادة بوساطة جدول مدخلات ومخرجات.
«تكون جدول جيديس من مصدر الطاقة والمادة المتحولة إلى منتجات في ثلاث مراحل: (1) استخراج الوقود والمواد الأولية، (2) التصنيع والنقل، (3) التبادل. وتضمن الجدول أيضًا منتجات وسيطية تستخدم لتصنيع أو نقل المنتجات النهائية، وحسابًا لضياع الطاقة بين كل من المراحل الثلاث، والمنتج النهائي الناتج، الذي كان غالبًا صغيرًا، بلغة المواد، مقارنة بمواده المدخلة الإجمالية».
ولم يكن الأمر حتى عام 1965، عندما طور آبل ولمان بشكل كامل واستخدم مصطلح الاستقلاب الحضري في عمله استقلاب المدن«، الذي طوره ردًا على تدهور جودة الهواء والماء في المدن الأمريكية. طور ولمان في هذه الدراسة نموذجًا سمح له بتحديد معدلات التدفق الداخلة والخارجة لمدينة أمريكية افتراضية ذات تعداد مليون نسمة. يسمح النموذج بمراقبة وتوثيق المصادر الطبيعية المستخدمة (الماء بشكل رئيسي) وما ينتج عنها، ونفايات المخرجات. سلطت دراسة ولمان الضوء على حقيقة أن هناك حدود فيزيائية للمصادر الطبيعية التي يمكننا استخدامها على أساس يومي، وبالاستخدام المتكرر سيسبب تجمع النفايات مشكلة. وقد ساعدت الباحثين في ذلك الوقت على تركيز انتباههم على تأثيرات النظام الواسعة لاستهلاك البضائع، والإنتاج المتسلسل للنفايات ضمن البيئة الحضرية.
بناء على عمل ولمان الرائد في الستينيات، بدأ العالم البيئي جيرارديت 1996 برؤية وتوثيق نتائجه في العلاقة بين الاستقلاب الحضري والمدن المستدامة، وضع جيرارديت أسس مدخل علم البيئة الصناعي إلى الاستقلاب الحضري، إذ يرى فيه أنه «تحول للطبيعة إلى المجتمع». وبعيدًا عن كونه مؤيدًا كبيرًا وناشرًا لمفهوم الاستقلاب الحضري، ابتكر جيرارديت واشتق بشكل هام الفرق بين الاستقلاب «الدائري» و «الخطي». ففي الدورة الدائرية لا يوجد أي نفايات تقريبًا وكل شيء يعاد استخدامه، ويعرف جيرارديت هذا الأمر بأنه عملية العالم الطبيعي. ومن ناحية أخرى فإن الاستقلاب الخطي يعرف بأنه عملية حضرية عالمية لها مصدر واضح من مدخلات ومخرجات من النفايات. يؤكد جيرارديت أن الاستخدام المتسارع للاستقلاب الخطي في البيئات الحضرية يخلق أزمة عالمية وشيكة، بينما تنمو المدن.
ومنذ فترة قريبة يستخدم الإطار المرجعي للاستقلاب في تقارير المعلومات البيئية في أستراليا، إذ بدأ الباحثون مثل نيومان بربط إجراءات الاستقلاب الحضري بها وأشير إلى أنها يمكن أن تستخدم في تحديد استدامة مدينة ضمن قدرة الأنظمة البيئية على دعمها. بقي هذا البحث بشكل أساسي على مستوى وصفي ولم يصل إلى قوى سياسية واجتماعية ذات شكل حضري ومراحل تدفق. وقد أُخذ من هذا البحث موضوع قوي في الدراسات الحالية على الاستدامة الحضرية، وهو الحاجة لرؤية الأنظمة الحضرية ككل إذا كنا نريد فهم المشاكل المعقدة بشكل أفضل وحلها.

## مدرستين أساسيتين في هذا المدخل

### منهج الطاقة
طوّر في السبعينيات، أراد عالم الأنظمة البيئة هاوارد ت. أوديوم التأكيد على الاعتماد على مصدر الطاقة الأرض وهو الشمس. اعتقد أوديوم أن البحوث السابقة والتطورات في الاستقلاب الحضري لم تحتو ولم تعط وصفًا للفروق الكمية لتدفقات الكتلة والطاقة. إذ ابتكر في بحثه هذا مصطلح «الطاقة» لتتبع ووصف التدفقات الاستقلابية بقياس الطاقة الشمسية المستخدمة مباشرة، أو بشكل غير مباشر، لصناعة منتج أو لتقديم خدمة. وأكد هذا المنهج على استخدام وحدة قياس معيارية لحساب الطاقة، وحركة المغذيات والنفايات في النظام الفيزيائي الحيوي؛ وكانت وحدة القياس المختارة هي «جول الطاقة الشمسية». للوهلة الأولى تبدو فكرة استخدام وحدات معيارية فكرة مفيدة لحساب ومقارنة الأرقام، لكن ثبت في الواقع أن المقدرة على تحويل كل العمليات الحضرية إلى جولات طاقة شمسية أمر صعب التطبيق، وصعب الفهم للغاية.

### تحليل تدفق المادة
طبق الاستقلاب الحضري حاليًا، واستُنتج من الدراسات الدولية عدة مرات لتقييم ووصف التدفقات الحضرية والتأثيرات المرتبطة بها، باستخدام عدة أدوات كتحليل تدفق المادة (لوبولو وآخرين، 2014). إن تحليل تدفق المادة الذي بحثه باكسيني وبرونر في التسعينيات »يقيس المادة المتدفقة إلى النظام، المخزون والواردات إليها، والمخرجات الناتجة من النظام إلى أنظمة أخرى على شكل تلوث ونفايات أو صادرات«. وبشبه كبير بحالة نموذج ولمان للمدينة الأمريكية الافتراضية، تقوم الطريقة على مفهوم أن كتلة الموارد المستخدمة ستعادل الكتلة »زائد« تغيرات المخزون الخارجة. أصبحت تقنية هذا التحليل المدرسة الرئيسية في الاستقلاب الحضري لأنها تستخدم وحدات تطبيقية بدرجة أكبر، يمكن للعامة والعمال والمسؤولين الحكوميين والباحثين فهمها.